# Берёзовка (Берёзовское сельское поселение, Волгоградская область)
Берёзовка — село в Еланском районе Волгоградской области России, административный центр Березовского сельского поселения.
Население — 357 (2016).

## География
Село находится в пределах Хопёрско-Бузулукской равнины, являющейся южным окончанием Окско-Донской низменности, на реке Берёзовой (левый приток реки Терсы), на высоте около 135 метров над уровнем моря.
Почвы: чернозёмы обыкновенные.
По автомобильным дорогам расстояние до областного центра города Волгоград составляет 340 км, до районного центра рабочего посёлка Елань — 23 км.
Климат
Климат умеренный континентальный (согласно классификации климатов Кёппена — Dfb). Многолетняя норма осадков — 460 мм. В течение города количество выпадающих атмосферных осадков распределяется относительно равномерно: наибольшее количество осадков выпадает в июне — 54 мм, наименьшее в марте — 23 мм. Среднегодовая температура положительная и составляет + 6,1 °С, средняя температура самого холодного месяца января −10,2 °С, самого жаркого месяца июля +21,4 °С.

## История
На карте Западной части России Шуберта 1826—1840 годов населённый пункт обозначен как хутор Лиходеев, хутор входил в состав Аткарского уезда Саратовской губернии. На карте-трёхверстовке населённый пункт отмечен под названием Лиходеевка. Согласно Схематической карте Аткарского уезда 1912 года Лиходеевка являлась волостным селом. Согласно Списку населённых мест Аткарского уезда 1914 года (по сведениям за 1911 год) село населяли преимущественно великороссы, всего 874 мужчины и 810 женщин. В селе имелись церковь и церковная школа
В 1921 году Лиходеевская волость перечислена из Аткарского уезда в новый Еланский уезд. В 1923 году в связи с упразднением Еланского уезда волость включена в состав Еланской волости Балашовского уезда
В 1928 году село Лиходеево включено в состав Еланского района Камышинского округа (упразднён в 1930 году) Нижне-Волжского края (с 1934 года — Сталинградского края, с 1936 года — Сталинградской области). В 1962 году село Лиходеево было переименовано в село Берёзовка, Лиходеевский сельсовет в Берёзовский.

## Население
Динамика численности населения по годам:
| 1859 | 1897 | 1911 | 1987 | 2002 |
| ---- | ---- | ---- | ---- | ---- |
| 510  | 988  | 1684 | ≈520 | 485  |

| 2010 | 2015 | 2016 |
| ---- | ---- | ---- |
| 406  | ↘362 | ↘357 |